# Hagla gracilis
Hagla gracilis là một loài côn trùng trong họ Haglidae thuộc bộ Orthoptera. Loài này được Giebel miêu tả năm 1856.